# Colorizzazione
La colorizzazione è una tecnica cinematografica digitale che permette l'aggiunta di colore a fotografie e filmati in bianco e nero; è stata sviluppata nella seconda metà del ventesimo secolo ed è stata al centro di controversie nel campo cinematografico.

## Origini

### La colorazione manuale

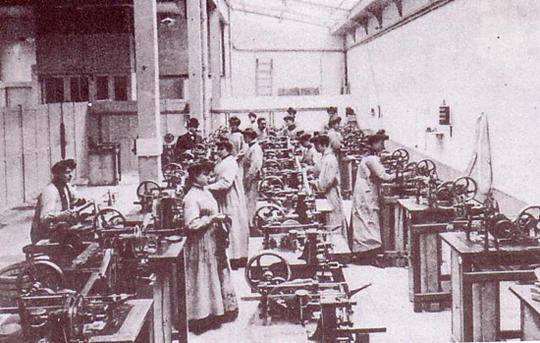
Fabbrica di colorazione della Pathé

Nel 1894 l'introduzione del cinematografo permise alle immagini statiche di acquisire movimento con la conseguente produzione e diffusione dei primi film in bianco e nero.
Per rendere ancora più realistici i propri film le aziende cinematografiche di quegli anni svilupparono la tecnica della colorazione a mano.
La tecnica prevedeva l'assegnazione ad ogni operaio di un colore specifico da utilizzare sui fotogrammi che costituivano le pellicole.
Venivano usati pennelli per le immagini più piccole e stencil per le immagini con area più grande. Ogni stencil aveva piccoli buchi distribuiti sopra la superficie dell'immagine da colorare e la loro posizione si muoveva al muoversi delle immagini di una scena.
L'obiettivo era per gli stencil di essere il più accurati possibile ma i colori uscivano spesso dai bordi e non sempre erano omogenei; la tecnica era inoltre troppo cara in termini di tempo per le compagnie che dovevano distribuire molte copie dello stesso film.
La Pathé Frères era una delle compagnie cinematografiche di maggior rilevanza del periodo contando un laboratorio di circa 600 operai.
Nel 1906 Henri Fourel, capo dello studio di colorazione, cambiò lo scenario della tecnica manuale brevettando una macchina a colori grazie alla quale, due anni dopo, la compagnia sviluppò una nuova tecnica.
Il sistema, basato sul principio del pantografo, permetteva agli operai di vedere ingranditi su uno schermo i fotogrammi da tagliare per lo stencil.
Dopo che l'area da colorare veniva selezionata, la macchina provvedeva a ridurre nuovamente la taglia dell'immagine in movimento e a segnarne i bordi con un ago.
La nuova tecnica ridusse sia i tempi che gli errori di colorazione dei fotogrammi e permise alle scene dinamiche di essere colorate con una grande varietà di colori facendo sì che le riproduzioni fossero fedeli ai colori della natura.
Nei film colorati dalla Pathé alcuni oggetti venivano lasciati in bianco e nero per dare un effetto più realistico, per esempio il cielo nuvoloso o la pelle umana; la scelta di non colorare la pelle derivava dalla difficoltà di realizzare toni simili alla realtà.
Vi sono comunque esempi di filmati della Pathé con la presenza di pelle colorata, i primi riguardano filmati rappresentanti persone con etnie diverse la cui pelle veniva colorata di marrone, come India (1913). A volte la colorazione della pelle veniva applicata tramite stencil in tinta rosa come in Insectes Imitateurs (1914), dove vediamo insetti poggiati su un dito.
Sia colorare la pelle che non colorarla era considerato realistico, la scelta dipendeva dall'importanza che voleva essere data al soggetto nel filmato.

## Sviluppi

### Colorization Inc.
La colorizzazione digitale è stata inventata dall'ingegnere canadese Wilson Markle ed è stata utilizzata per la prima volta agli inizi del 1970.
La prima compagnia di Markle, la Image Transform, si occupò della colorizzazione delle immagini ottenute dal programma Apollo allo scopo di creare una presentazione televisiva a colori per la NASA.

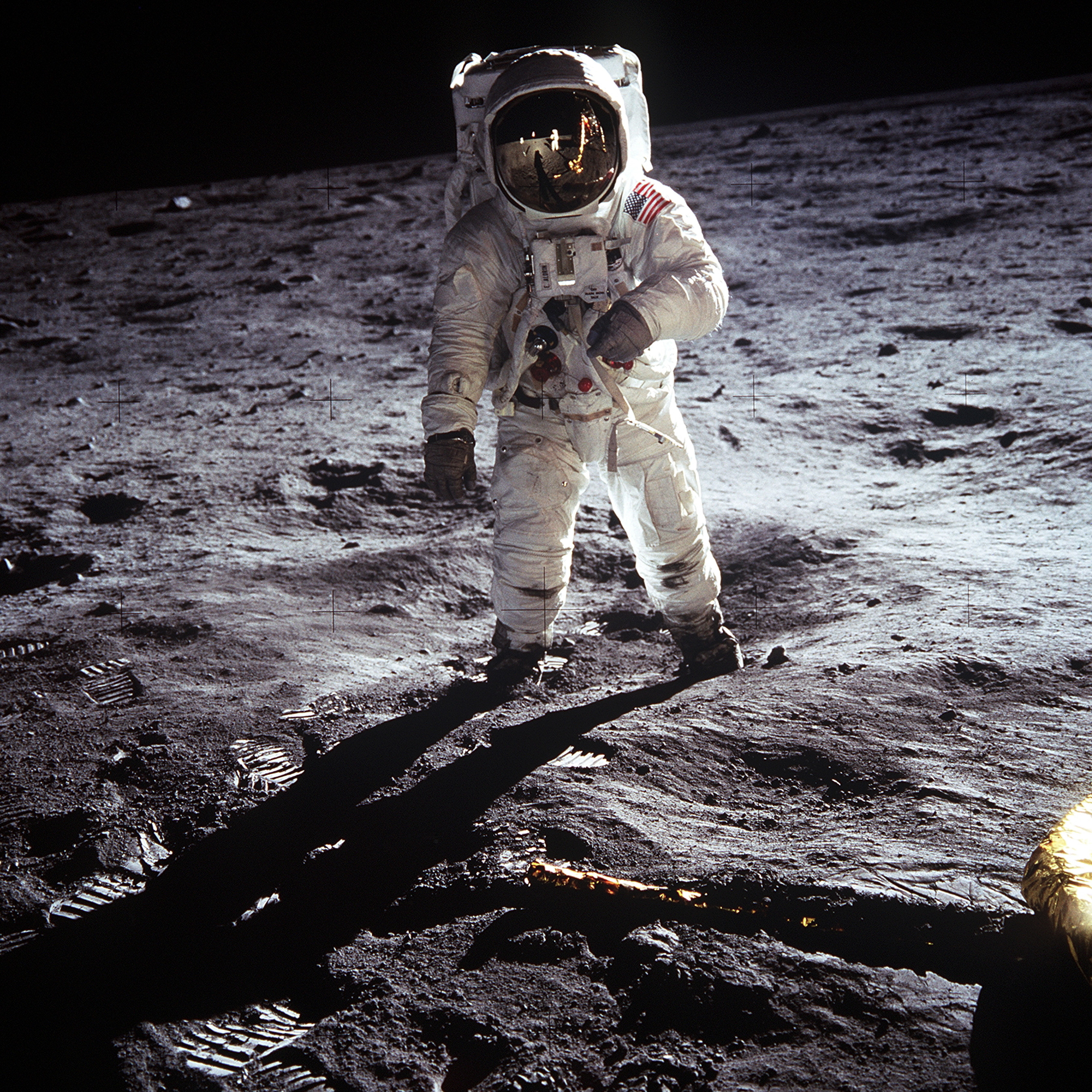
L'astronauta Buzz Aldrin sulla Luna

Nel 1983 Markle fondò la Colorization Inc., di proprietà della Hal Roach Studios (HRS), che si occupò della colorizzazione di film quali La via dell'impossibile (1937) con Cary Grant e Constance Bennett, I fanciulli del West (1936) di Stanlio e Ollio e il classico La vita è meravigliosa con James Stewart.
La tecnica utilizzata da Markle e dal suo partner Brian Holmes consisteva dapprima nel creare una copia della pellicola originale in bianco e nero da trasferire su videocassetta poiché le modifiche effettuate sulle pellicole sono irreversibili; con l'ausilio di hardware e software in grado di tracciare dati sui colori in tempo reale venivano scelte delle inquadrature chiave all'inizio di ogni scena di un film. Generalmente un direttore artistico sceglieva i colori da utilizzare attraverso ricerche di informazioni ottenute dalle fotografie del set o dai costumi di scena, o interpellando direttamente qualcuno coinvolto nella produzione originale; qualora queste informazioni non potevano essere reperibili, venivano scelti colori in base al senso comune come l'azzurro per il cielo o il verde per l'erba. Grazie a queste informazioni i tecnici coloravano complessivamente il film e i computer acquisivano le informazioni sui colori da utilizzare, assegnavano un colore ad ogni pixel dell'immagine e seguendo il movimento dei pixel sullo schermo spostavano i colori di conseguenza; il cambiamento delle inquadrature del film da un fotogramma a quello successivo era del 4 percento, i computer si occupavano di colorare il 96 percento del fotogramma successivo basandosi sulle informazioni di colore di quello precedente, il 4 percento che i computer non erano in grado di colorizzare era ad opera dei tecnici.

### Color Systems Technology Inc.
Un'altra grande compagnia impegnata con la tecnica della colorizzazione nella seconda metà del ventesimo secolo era la Color Systems Technology Inc. (CST).
Il procedimento utilizzato dalla CST è stato sviluppato dall'ingegnere elettronico Ralph Weinger era simile a quello della Colorization Inc. ma utilizzava tecnologie differenti; un tecnico sceglieva una parte dell'inquadratura da colorare, come un vestito o una sedia, e decideva una gamma di colori adeguata; successivamente un computer produceva una scala di grigi per l'area selezionata dal tecnico e assegnava un grado diverso dello stesso colore ad ogni livello di grigio per quell'area: per esempio se il tecnico colorava il vestito di blu ai livelli più scuri di grigio veniva assegnato un blu scuro viceversa per quelli più chiari. Il tecnico applicava il procedimento a ogni area nell'inquadratura del primo e dell'ultimo fotogramma di ciascuna scena e il computer elaborava il lavoro restante; se un nuovo componente entrava in scena come un attore o una macchina il computer lasciava l'area grigia e la colorizzazione restante era compito del tecnico.

## Critiche e controversie
La colorizzazione diventò estremamente controversa verso la fine degli anni '80 specialmente per quanto riguardava i classici film monocromo come Quarto potere, Casablanca e La vita è meravigliosa; con alcune eccezioni la disputa contrappose registi e proprietari di copyright, che erano a favore della tecnica. Il caso contro la colorizzazione era spesso espresso in termini morali poiché la tecnica violava il diritto morale di un regista di creare un lavoro artistico con una forma permanente e che non avrebbe dovuto essere soggetta ad alterazioni, anni dopo, da parti non autorizzate; il diritto morale degli artisti era riconosciuto in altri paesi ma non era riconosciuto dalle leggi degli Stati Uniti d'America che davano la precedenza ai diritti di proprietà di chi possedeva i copyright, negli ambiti cinematografici e televisivi a possedere i copyright di solito sono i grandi studi cinematografici o le compagnie di produzione. La battaglia contro la colorizzazione fu un tentativo dei registi e di altri artisti creativi di prevenire altre erosioni del proprio lavoro.
Gli oppositori sostenevano come la colorizzazione fosse un affronto alla storia del cinema: la versione colorizzata di un film toglieva dalla circolazione la versione monocromo con il risultato che alcuni spettatori non capivano che, per esempio, Casablanca era stato girato in bianco e nero; similmente lo spettatore poteva erroneamente concludere che un film a colori come Via col vento era stato originariamente girato in monocromo e successivamente colorizzato.
Le ostilità ebbero origine nel 1981 quando il consiglio di amministrazione della Directors Guild of America condusse attivamente una campagna per una clausola sui diritti creativi nelle trattative contrattuali in corso con la Motion Picture Association, i principali produttori e distributori cinematografici; tra il 1985 e il 1988, le differenze di opinione intersettoriali divennero oggetto di udienze di Senato.

### Il caso Frank Capra

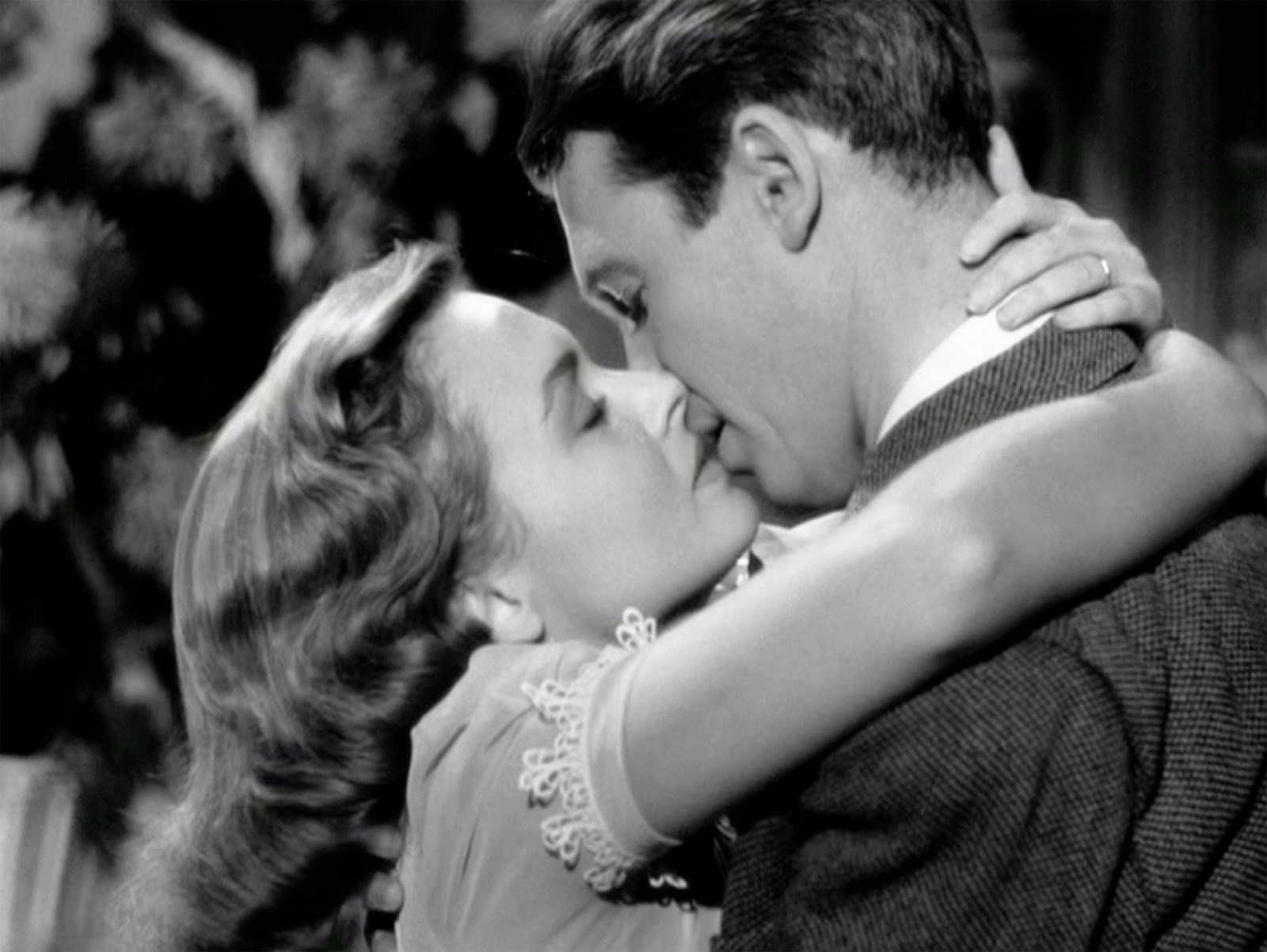
Donna Reed and James Stewart in una scena del film La vita è meravigliosa

Nel maggio del 1985 Robert Lindsey intervistò Frank Capra a Beverly Hills: nell'ottobre 1984 Capra aveva dato il suo consenso per un tentativo di colorizzazione propostogli dagli Hal Roach Studios del film La vita è meravigliosa (1946); il film in bianco e nero vedeva come protagonisti James Stewart, Donna Reed e Lionel Barrymore.
Secondo il regista gli elementi principali del film come le luci ed il trucco erano finalizzati ad una produzione in bianco e nero e colorizzarli li avrebbe rovinati; inoltre le modifiche sarebbero state pari ad un furto poiché gli attori erano stati pagati per fare un solo film quando poi ne sarebbero state pubblicate due versioni.
Perplessi da queste affermazioni gli esecutori degli Hal Roach Studios sostenevano che nell'autunno del 1984 il regista era entusiasta del progetto tanto che accettò di pagare la metà dei 260.000 dollari del costo della colorizzazione del film e di condividere i profitti derivati dando inoltre un'approvazione preliminare per la colorizzazione di altri due suoi film in bianco e nero quali Meet John Doe e Lady for a Day.

Anche se Capra ammetteva di aver firmato un contratto lo contestava con la motivazione della mancata controfirma del figlio Frank Capra Jr. ovvero il presidente della compagnia di produzione cinematografica della famiglia Capra, ma gli Studios sostennero la validità del contratto e rilasciarono una versione in videocassetta de La vita è meravigliosa.

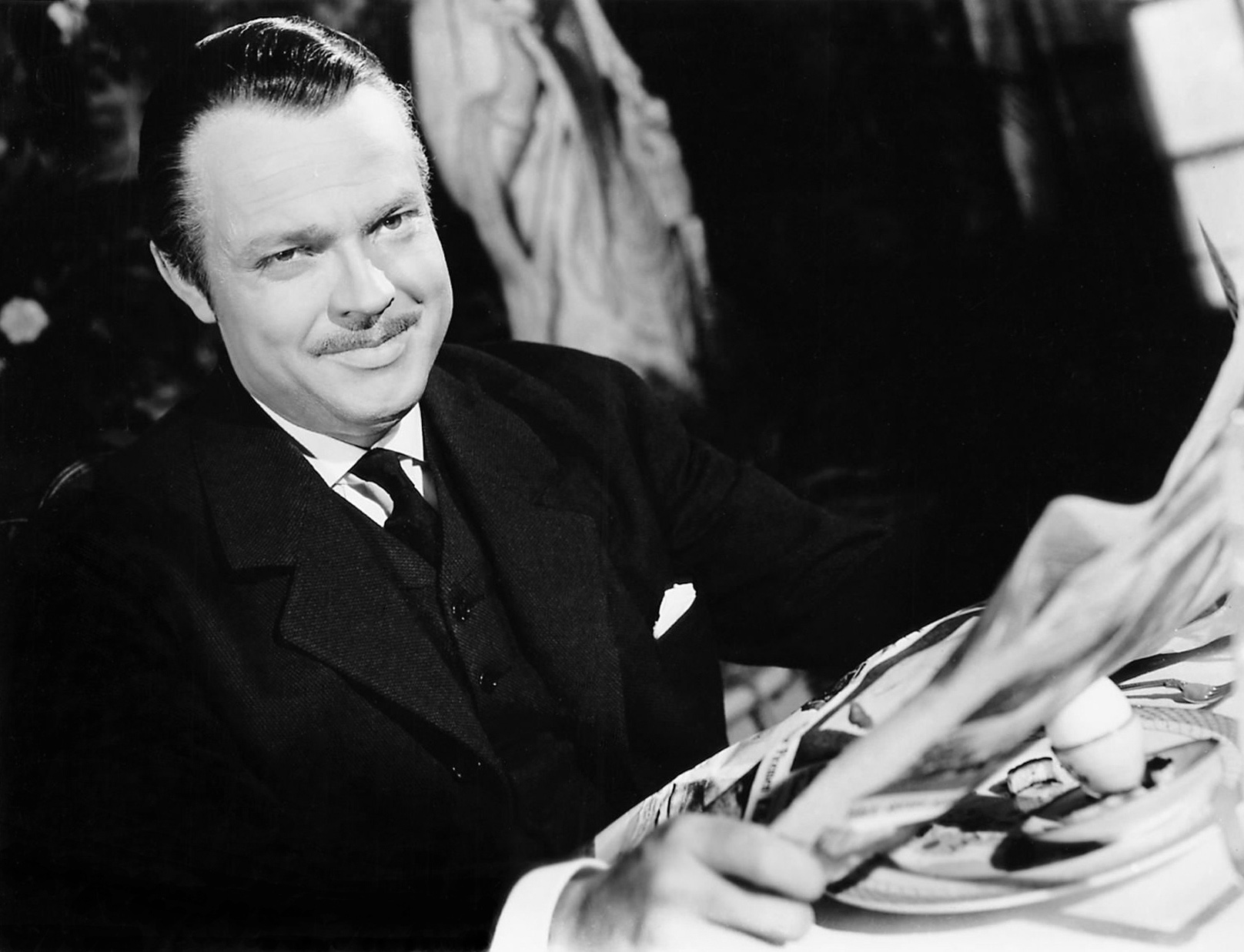
Orson Welles in una scena del film da lui scritto e diretto Citizen Kane

### La Turner Entertainment e Citizen Kane
Ted Turner il capo della compagnia Turner Entertainment voleva colorizzare Quarto potere (1941) di Orson Welles ma fu rallentato da alcuni problemi tecnici: non riuscì a trovare nessuna stampa originale da 35mm da impiegare nel processo di colorizzazione digitale. Turner ottenne i diritti di Quarto potere quando nel 1986 acquisì più di 3000 titoli da parte della MGM.
Orson Welles scrisse e diresse il film, vi recitò e vinse un Oscar per la sceneggiatura; poco prima di morire implorò il suo amico Henry Jaglom di preservare una delle sue più grandi opere dal processo di colorizzazione digitale: alla fine il film non venne colorizzato a causa di una decisione legale.
Nel maggio del 2013 uscì il documentario online The Complete Citizen Kane su YouTube: il documentario di 91 minuti include interviste della BBC ad Orson Welles filmate nel 1960 e nel 1982 e le riprese dei test della colorizzazione effettuati da Turner.

### National Film Preservation Act
Nel 1988 gli Stati Uniti emisero il National Film Preservation Act: una legge che istituì il National Film Registry e vietò la distribuzione o esibizione di film colorizzati a meno che questi non fossero presenti nel registro nazionale dei film con specifiche informazioni sulla loro divulgazione.

### Il caso francese
Nel 1991 Anjelica Huston figlia del regista John Huston riuscì ad ottenere una vittoria legale contro la colorizzazione del film Giungla d'asfalto diretto da suo padre:  dopo la morte di Huston, in Francia vi fu una causa durata tre anni che non evitò in tempo la colorizzazione e conseguente trasmissione del film ma segnò un'importante svolta nella controversia; la Corte suprema francese emise una legge sui diritti d'autore che prevenisse la distribuzione o la trasmissione sulle reti francesi di film colorizzati senza il consenso del regista o dei suoi eredi.
Nel 1995 la richiesta di film colorizzati calò drasticamente: Ted Turner, il proprietario di diritti di proprietà su centinaia di film della MGM e Warner Bros., smise di rilasciare film colorizzati.

## La colorizzazione nel ventunesimo secolo
Con l'avvento dei DVD la colorizzazione tornò ad essere rilevante: grazie alla tecnologia versatile dei DVD che permetteva agli spettatori di guardare sia la versione colorizzata sia quella in bianco e nero di un film, gli studi cinematografici tornarono a produrre film colorizzati o a ridistribuire versioni di film che erano state colorizzate negli anni '80 come successe per i cofanetti di Stanlio e Ollio nel Regno Unito e per diversi film commissionati dalla Sony Pictures Entertainment de I tre marmittoni.
Tra il 2003 e il 2009 la Legend Films fu la compagnia più considerevole per l'utilizzo della colorizzazione: si occupò di colorizzare La vita è meravigliosa per la Paramount Pictures (che acquisì i diritti d'autore nel 1990) e La taverna dell'allegria per la Universal Pictures; inoltre collaborò con attori come Shirley Temple, Jane Russell, Terry Moore e Ray Harryhausen per la colorizzazione di film nei quali avevano recitato.
Nel 2004 Rajeev Dwivedi il fondatore della Indian Academy of Arts and Animation in collaborazione con la Sankranti Creations usò per la prima volta la tecnica della colorizzazione in India per la distribuzione mondiale di un classico indiano Mughal-e-Azam.
Nel 2005 la Sony Pictures Entertainment rilasciò due versioni in DVD della prima stagione di Vita da strega: l'originale girata in bianco e nero e la versione colorizzata dalla Dynacs Digital Studios; nel 2006 fecero la stessa cosa per la seconda stagione e per la prima stagione di Strega per amore, entrambe le serie TV erano di proprietà della compagnia.

## Documentari
La tecnica della colorizzazione è stata usata anche per il documentario The Beatles Anthology: il video della performance di All You Need Is Love, dallo speciale Our World del 1967, comincia con la versione originale registrata in bianco e nero per dissolversi nella versione colorizzata; le informazioni sui colori utilizzati sono state acquisite da alcune fotografie scattate durante lo speciale.